# 콰르토
콰르토(이탈리아어: Quarto)는 이탈리아 캄파니아주 나폴리현에 위치한 코무네다. 나폴리로부터 북서쪽으로 11km 거리에 있다.